# 约瑟夫·拜尔勒
约瑟夫·拜尔勒（1923年8月25日—2004年12月12日），二战时美国空降兵，诺曼底登陆中被纳粹俘虏，之后成功逃往苏联红军防线，随着苏联部队征战。美国曾经认为他已战死，当地牧师给他举办了葬礼。1945年4月返回美国，给他举办葬礼的同一牧师在同一个教堂举办了他的婚礼。婚后育有二子一女，大儿子参加过越战，二儿子在奥巴马执政期间出任美国驻俄罗斯大使。1994年，比尔·克林顿和鲍里斯·尼古拉耶维奇·叶利钦曾给他颁发纪念奖章。

## 早年生活
約瑟夫是威廉·拜爾勒 (William Beyrle) 和伊麗莎白·拜爾勒 (Elizabeth Beyrle) 所生的七個孩子中的第三個，他們的父母於 1800 年代從德國來到美國。大萧条來襲時他六歲。他的父親是一名工廠工人，也在大蕭條中失業了；全家因而被迫離開居住地，搬去和約瑟夫的祖母住在一起。約瑟夫後來告訴他的孩子們，他最早的一些記憶是和父親一起站在政府領取食物的隊伍中。他的兩個哥哥從高中輟學，加入了平民保育團，這是一個失業救濟計劃，寄回家足夠的錢讓家裡其他人住在一起。他的一位姊姊 在16 歲時死於猩红热。

## 軍旅生涯
入伍後，約瑟夫自願成為傘兵，在托科阿營地完成基礎空降步兵訓練後，他被分配到第101空降師第 506 傘兵團。約瑟夫專門從事無線電通訊和爆破工作，並首先駐紮在英格蘭的拉姆斯伯里，為即將到來的盟軍從西部的入侵做準備。經過九個月的訓練後，貝爾勒於1944年4月和5月在被佔領的法國完成了兩次任務，為法國抵抗運動運送了黃金。

6月6日，诺曼底登陆日，約瑟夫所搭乘的C-47運輸機在諾曼第海岸上空遭到敵人的砲火攻擊，他被迫從360英尺（110）的極低高度跳傘。 在聖科姆迪蒙降落後，貝爾勒中士與其他傘兵失去了聯繫，但成功炸毀了一座發電站。 他也執行了其他破壞任務，但幾天後被德國士兵抓獲。

## 被德軍俘虜

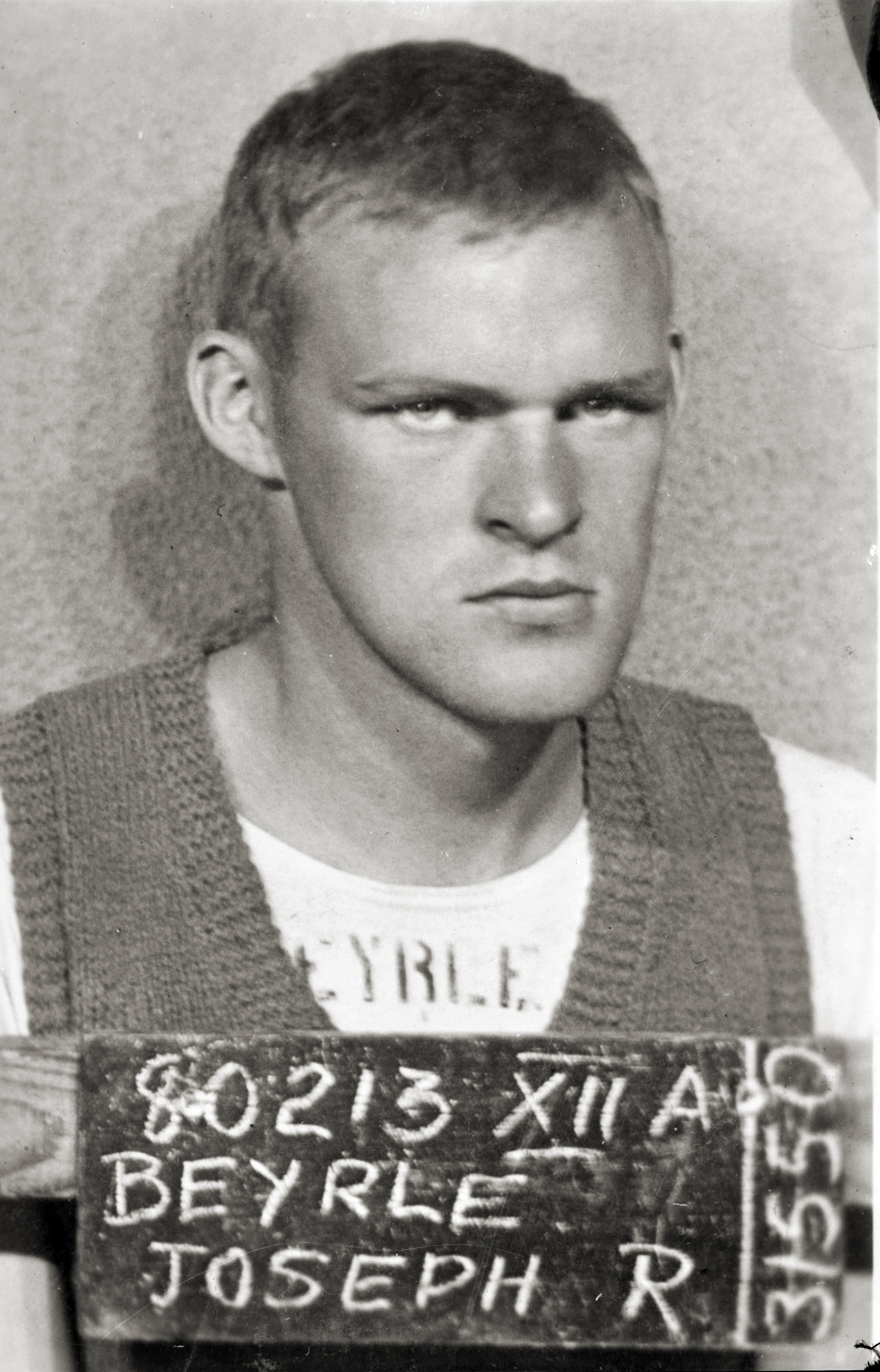
約瑟夫於1944年被德軍俘虜時所拍攝的照片。

在接下來的七個月裡，約瑟夫被關在德國的七所監獄。他兩次嘗試逃跑，但都被抓回來。約瑟夫和他的獄友們一直希望能找到不遠處的苏联红军。第二次越獄後（他和同伴出發前往波蘭，但誤搭火車前往柏林），貝爾勒被一名德國平民移交給蓋世太保。 在官員介入並確定蓋世太保對戰俘沒有管轄權後，他遭到毆打和酷刑，被釋放給德國軍方。蓋世太保則聲稱他們是空降到柏林的美國間諜，因而準備射殺約瑟夫和他的獄友。

約瑟夫被帶到阿爾特德魯維茨的Stalag III-C戰俘營，並於 1945 年 1 月上旬逃離。 他向東行進，希望能與苏联红军會合。1月中旬他遇到蘇聯坦克旅，他舉起雙手，手裡拿著一包好彩香煙，並用俄語喊道:"Американский товарищ!" (Amerikansky tovarishch, 美國同志)。最終約瑟夫說服了該營的指揮官（亞歷山大·薩穆森科，據報道是戰爭中該級別唯一的女性坦克軍官）允許他在前往柏林的途中與該部隊並肩作戰。 約瑟夫之後便開始在蘇聯坦克營服役一個月，他也因爆破專業知識受到讚賞。

## 紅軍服役
約瑟夫的新營在一月底解放了他以前的營地Stalag III-C，但在二月的第一周，他在德國俯衝轟炸機的襲擊中受傷。他被疏散到瓦特河畔蘭茨貝格（現為波蘭大波蘭地區戈茹夫）的蘇聯醫院，在那裡他受到了蘇聯元帥格奧爾吉·朱可夫的探訪，朱可夫對醫院裡唯一的非蘇聯人很感興趣，透過翻譯了解了他的故事，並向約瑟夫提供了重新加入美國軍隊的官方文件。
1945年2月，約瑟夫加入蘇聯紅軍的車隊，抵達美國駐莫斯科大使館，卻得知美國陸軍部報告他已於1944年6月10日在法國陣亡。馬斯基根為他舉行了葬禮彌撒，當地報紙刊登了他的訃聞。駐莫斯科大使館官員不確定他的是否為本人，將他安置在大都會飯店的海軍陸戰隊看守之下，直到透過指紋確定他的身分。

## 戰後
1945年4月21日，約瑟夫回到位於密西根州的家中，兩週後在芝加哥慶祝勝利日。 1946年，他在同一座教堂與喬安妮·霍洛威爾 (JoAnne Hollowell) 結婚，婚禮的牧師也是兩年前為他舉行葬禮的同一位牧師。 約瑟夫之後在賓士域集團工作了28年，之後便以航運主管身份退休。
由於他獨特的生涯也讓他在1994年諾曼第登陸50週年紀念儀式上獲得由美國總統比爾·克林頓和俄羅斯總統鮑里斯·葉利欽所頒發的獎章。

## 死亡與遺產
2004年12月12日，約瑟夫訪問喬治亞州托科阿，因為在1942年時，他在那裡接受了傘兵訓練。而期間因心臟衰竭在睡夢中去世，享年81歲。而後他於2005年4月被光榮地安葬在阿靈頓國家公墓第一區。
約瑟夫和他的妻子喬安妮育有一個女兒朱莉和兩個兒子。長子喬·拜爾勒二世 (Joe Beyrle II) 在越南戰爭期間在第101空降師服役。他的二兒子約翰·拜爾勒 (John Beyrle)則於2008年至2012年間擔任美國駐俄羅斯大使。2002年9月17日，蘭登書屋出版了湯瑪斯‧泰勒（Thomas Taylor）關於約瑟夫的書《自由的簡單聲音》。百齡壇平裝本《希特勒的陣線背後》於2004年6月1日出版。
2005年，法國聖科姆迪蒙教堂的牆上揭幕了一塊牌匾，貝爾勒於1944年6月6日在此登陸。2014年7月5日，一塊永久牌匾在該地點落成。
2010 年，莫斯科和其他三個俄羅斯城市舉辦了一場專門介紹喬·拜爾的生活和戰時經歷的展覽 該展覽在新奧爾良國家二戰博物館開啟了美國四個城市的巡迴展，2011 年在托科亞和奧馬哈展出，2012 年 6 月在約瑟夫的家鄉馬斯基根展出。馬斯基根的銀邊號航空母艦博物館。

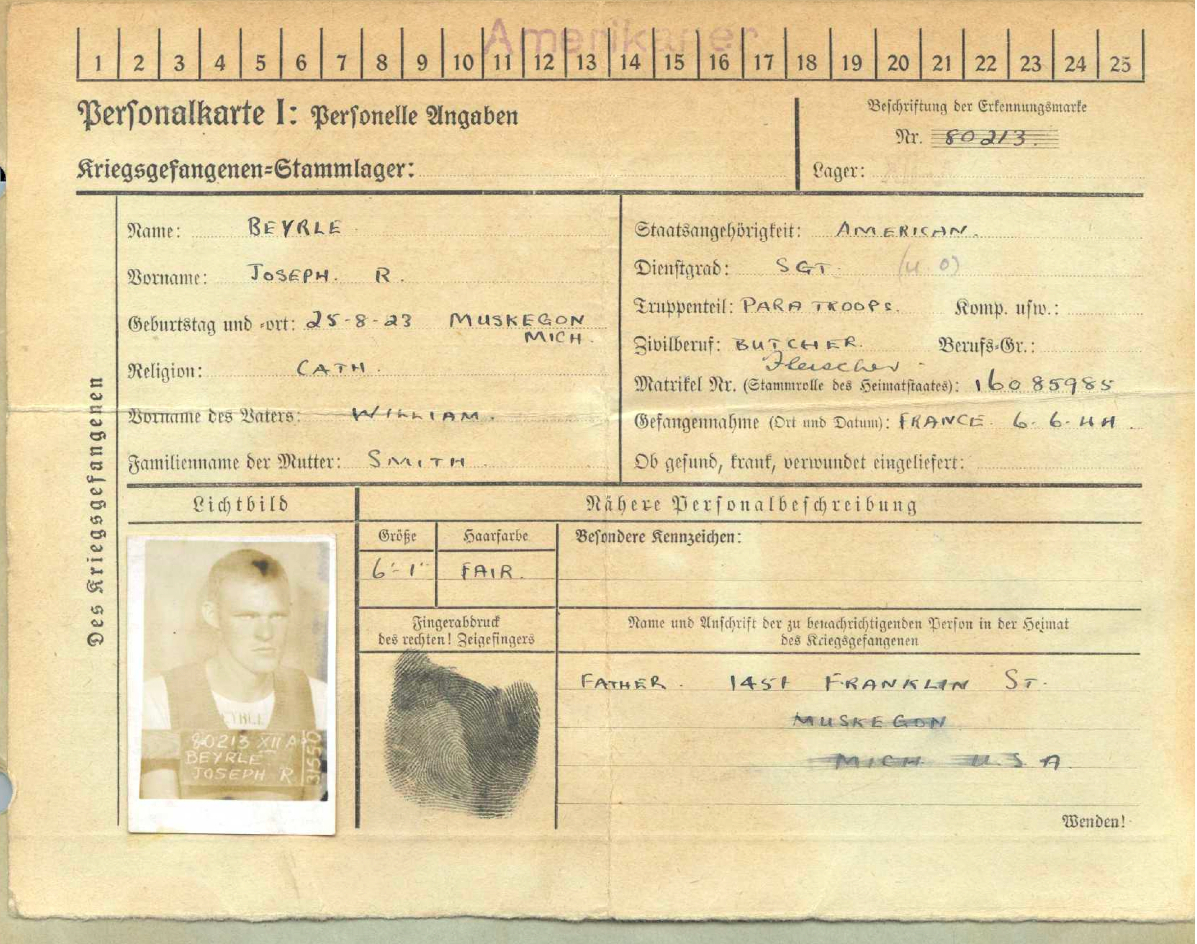
德國官方記載了約瑟夫作為戰俘的詳細資料
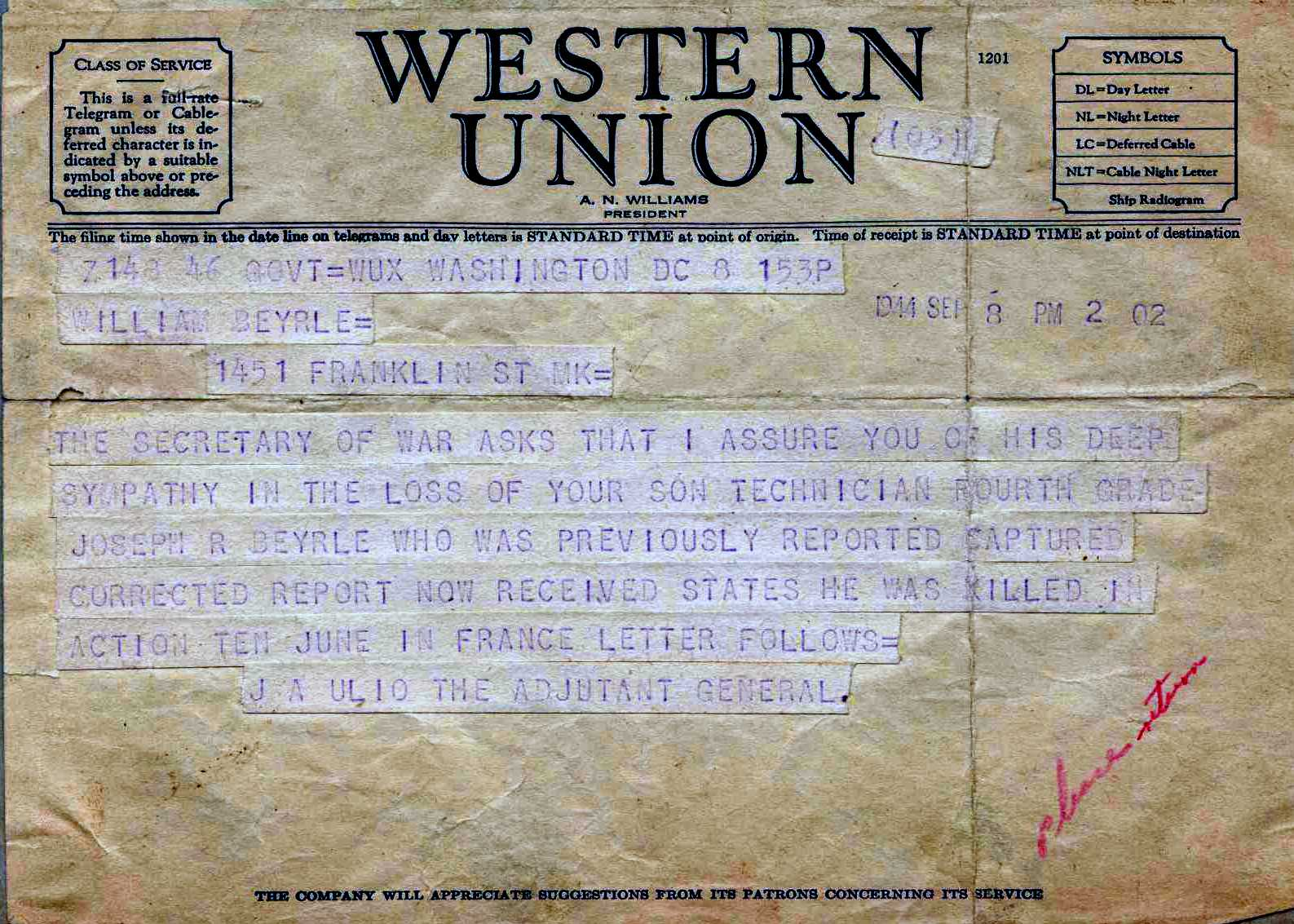
1944年9月，美國陸軍部向約瑟夫家人所發送的訃報。
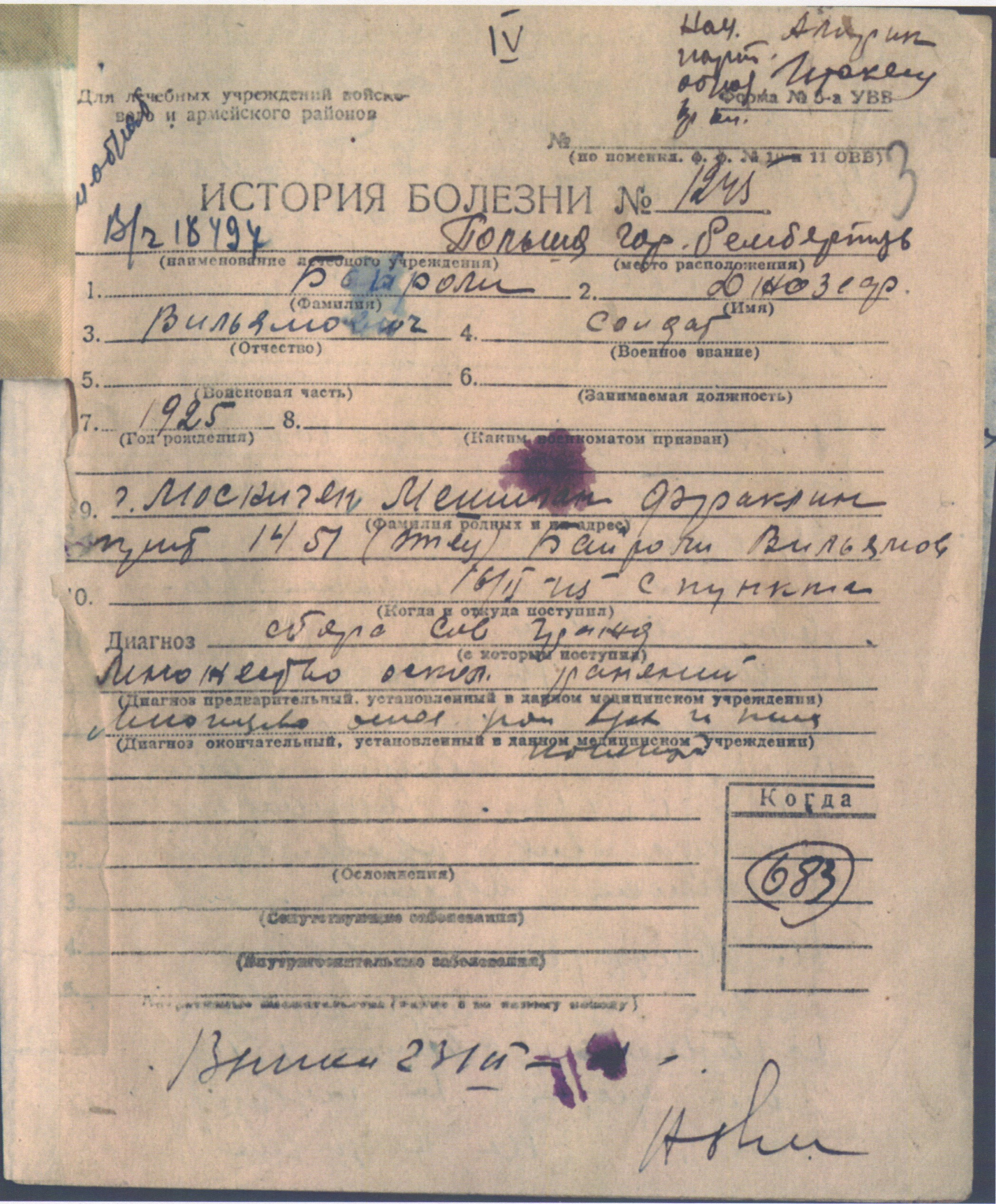
約瑟夫的蘇聯病歷詳細說明了他的傷口

## 獲得勳章
| | 戰鬥步兵徽章                                    |
| | 帶有戰鬥跳躍星飾的跳傘員徽章                    |
| | 銅星勳章                                        |
| Bronze oak leaf cluster · Bronze oak leaf cluster · Bronze oak leaf cluster · Bronze oak leaf cluster | 帶四片橡樹葉的紫心勳章                          |
| | 戰俘獎章                                        |
| | 陸軍良好行為獎章                                |
| | 美國競選獎章                                    |
| Arrowhead · Bronze star · Bronze star                                                                 | 歐洲-非洲-中東戰役獎章，並有2顆服務星和箭頭裝飾 |
| | 第二次世界大戰勝利獎章                          |
| | 英勇十字勳章                                    |
| | 紅旗勳章                                        |
| | 紅星勳章                                        |
| | 解放華沙獎章                                    |
| | 1941—1945年偉大衛國戰爭戰勝德國獎章             |
| | 朱可夫獎章                                      |
| | 1941-1945年偉大衛國戰爭勝利五十周年獎章         |